# Tesluhiw
Tesluhiw (ukrainisch Теслугів; russisch Теслугов/Teslugow, polnisch Tesłuhów) ist ein Dorf der Ukraine in der Oblast Riwne, es liegt südlich des Flüsschens Pljaschiwka etwa 20 Kilometer nördlich der ehemaligen Rajonshauptstadt Radywyliw und 72 Kilometer südwestlich der Oblasthauptstadt Riwne entfernt.

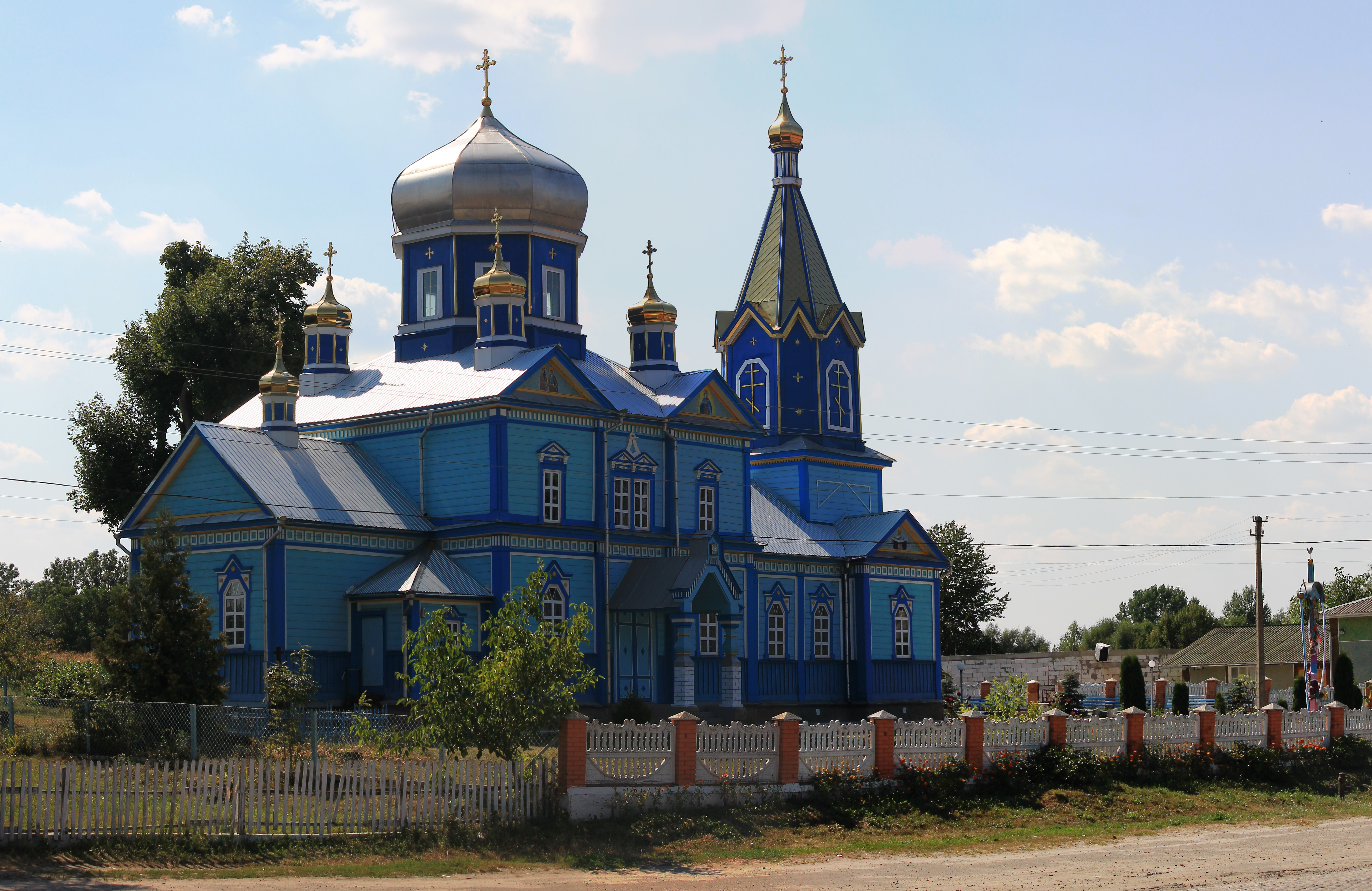
Kirche im Ort

Das Dorf wurde 1545 zum ersten Mal schriftlich erwähnt und lag bis zur Dritten Polnischen Teilungen 1795 in der Adelsrepublik Polen-Litauen, Woiwodschaft Ruthenien. Danach kam es zum Russischen Reich und wurde in das Gouvernement Wolhynien eingegliedert. Nach dem Ende des Ersten Weltkriegs wurden die Grenzen neu gezogen, der Ort kam zur Zweiten Polnischen Republik und war ab 1934 in die Gmina Tesłuhów, Powiat Dubno, Woiwodschaft Wolhynien eingegliedert.
Während des Zweiten Weltkriegs kam der Ort ab September 1939 zur Sowjetunion und wurde in die Ukrainische SSR eingegliedert, nach dem Beginn des Deutsch-Sowjetischen Krieges kam der Ort unter deutsche Herrschaft in das Reichskommissariat Ukraine, Generalbezirk Wolhynien-Podolien, Kreisgebiet Dubno, wurde aber nach dem Ende des Zweiten Weltkrieges wieder der Ukrainischen SSR angegliedert. Seit 1991 ist Tesluhiw ein Teil der heutigen Ukraine.
1940 wurde der Ort kurzzeitig zur Rajonshauptstadt des gleichnamigen Rajons Tesluhiw, dieser wurde aber im gleichen Jahr nach Kosyn verlegt.
Am 12. Juni 2020 wurde das Dorf ein Teil neu gegründeten Landgemeinde Krupez, bis dahin bildete es zusammen mit den Dörfern Korytne (Коритне) und Pljaschiwka (Пляшівка) die Landratsgemeinde Tesluhiw (Теслугівська сільська рада/Tesluhiwska silska rada) im Norden des Rajons Radywyliw.
Am 17. Juli 2020 wurde der Ort Teil des Rajons Dubno.